# جورجيا لي (كاتبة)
جورجيا لي (بالإنجليزية: Georgia Lee)‏ هي كاتبة سيناريو ومخرجة أمريكية، ولدت في 1976 في فيلادلفيا في الولايات المتحدة.

## وصلات خارجية
- جورجيا لي على موقع IMDb (الإنجليزية)
- جورجيا لي على موقع ألو سيني (الفرنسية)
- جورجيا لي على موقع أول موفي (الإنجليزية)
- جورجيا لي على موقع قاعدة بيانات الفيلم (الإنجليزية)
- جورجيا لي على موقع كينوبويسك (الروسية)